# Loch Ness
Loch Ness är Storbritanniens näst djupaste sjö efter Loch Morar, belägen på det skotska höglandet. Sjön är den största vattensamlingen i sänkan längs förkastningen Great Glen. 
Sjön har en yta på 56,4 km2; den är 35 kilometer lång och upp till 1,5 kilometer bred. Den är mest känd för Loch Ness-odjuret som sägs leva där. Loch Ness djup har länge varit omdebatterat. Tidigare sonarmätningar av sjön visade att den var runt 300 meter djup men dessa mätningar är idag förkastade. År 1991 gjorde forskargruppen The Loch Ness Project en omfattande kartläggning av sjöns topografi. Man fann då att största djupet var 227 meter uppmätt där sjön är som störst utanför Urquhart Castle. Nio floder mynnar ut i Loch Ness och dessa vattendrag för med sig torvpartiklar ut i sjön vilket resulterar i att sikten under 10 meter är obefintlig. Sjön har en vattenvolym på över 7 km3 och innehåller mer vatten än alla Englands och Wales sjöar tillsammans.